# IPhone 6s
Das iPhone 6s (Eigenschreibweise mit 🅂 oder Kapitälchen) ist ein Smartphone aus der iPhone-Reihe des US-amerikanischen Unternehmens Apple. Es ist der Nachfolger des iPhone 6 und wurde von Phil Schiller im Bill Graham Civic Auditorium am 9. September 2015 erstmals der Öffentlichkeit vorgestellt. Das iPhone 6s gibt es auch als Phablet mit größerem Display in der Ausführung iPhone 6s Plus. Die Vorbestellungsphase für das iPhone 6s begann am 12. September 2015, die Auslieferung an Kunden startete am 25. September 2015.
Es ist Apples erstes iPhone mit 3D Touch, Taptic Engine und in 4K auflösender Filmkamera.
Mit der Vorstellung des iPhone XS und iPhone XR nahm Apple das iPhone 6s aus dem Verkauf.

## Design

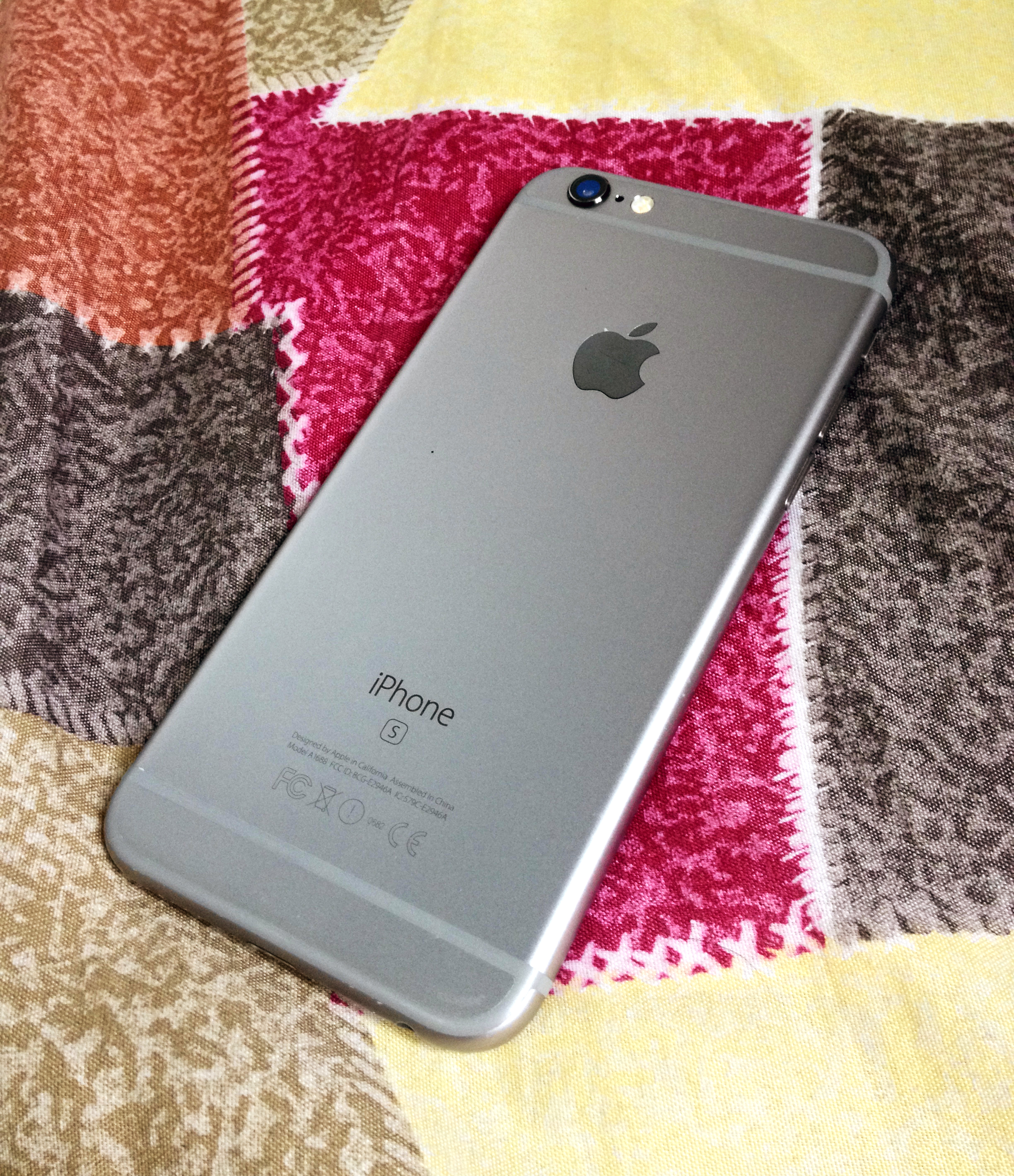
Rückseite des iPhone 6s in Space Grau. Unterhalb des „iPhone“-Schriftzugs ist im Gegensatz zum iPhone 6 ein 🅂.

Das Design entspricht im Wesentlichen dem des iPhone 6.
Das iPhone 6s gibt es in vier verschiedenen Farbvarianten mit den Bezeichnungen Space Grau (engl. Space Gray), Silber (engl. Silver) Gold (engl. Gold) und erstmals auch Roségold (engl. rosegold). Auf der Rückseite findet sich eine Kameralinse, auf der Vorderseite gibt es eine Frontkamera. Das Apple-Logo auf der Rückseite befindet sich im oberen Bereich, der iPhone-Schriftzug im unteren. Alle vier Ecken sind abgerundet. Das iPhone 6s ist mit 138,3 mm Höhe, 67,1 mm Breite, 7,1 mm Tiefe und einem Gewicht von 143 g leicht größer und schwerer als sein Vorgänger.
Unterhalb des „iPhone“-Schriftzugs befindet sich ein 🅂. Verglichen mit dem iPhone 6 sind die Farben „Gold“ und „Space Grau“ leicht verändert. Das erste iPhone SE verwendet diese Farben ebenfalls. Das Glas der Kameralinse ist etwas dunkler als beim Vorgänger. Modelle, die nach der Veröffentlichung des iPhone 8 im September 2017 produziert wurden, haben im europäischen Raum weniger regulatorische Logos auf dem unteren Ende der Rückseite.

## Technische Daten
Trotz der geringen optischen Änderungen bietet das iPhone 6s viele technische Neuerungen.

### Display
Das 4,7″-Display hat eine Auflösung von 1334 × 750 Pixeln, was einer Pixeldichte von 326 ppi entspricht. Die Bildwiederholrate beträgt, wie bei bisherigen iPhones üblich, 60 Hz. Das typische Kontrastverhältnis beträgt 1.400:1. Die maximale typische Helligkeit beträgt 500 Nits. Diese Daten entsprechen denen des iPhone 6.
Das Display unterstützt 3D Touch, mit dem der Touchscreen die Druckstärke registrieren und dadurch unterschiedliche Befehle ausführen kann.

### System-on-a-Chip
Apple verbaut im iPhone 6s den hauseigenen Apple A9-System-on-a-Chip. Die Größe des Arbeitsspeichers beträgt erstmals 2 GB LPDDR4, die verfügbaren Speichergrößen waren zu Verkaufsstart 16, 64 und 128 GB. Mit der Vorstellung des iPhone 7 war das iPhone 6s nur noch in den Größen 32 und 128 GB verfügbar.
Apple lässt zwei Varianten des iPhone 6s und 6s Plus fertigen, die sich durch ein unterschiedliches SoCs des Typs Apple A9 voneinander unterscheiden. Daraus resultiert bei einigen Modellen mit einem SoC von Samsung offenbar eine 6–22 % geringere Akkulaufzeit als bei denen mit einem A9 von TSMC. Dieser scheint weniger Energie zu verbrauchen, da TSMC einen anderen Fertigungsprozess bei der Chipherstellung als Samsung verwendet. Apple gibt an, dass die zu derartigen Ergebnissen führenden Akkulaufzeittests nicht unter Realbedingungen stattgefunden hätten, und sich die aus Diagnosedaten gemessenen Unterschiede zwischen den Akkulaufzeiten auf nur 2–3 % belaufen würden. Dies liege innerhalb der Fertigungstoleranzen. Bei den Modellen der Geräte handelt es sich um:
- N71AP (iPhone 6s mit Samsung-SoC)
- N71mAP (iPhone 6s mit TSMC-SoC)
- N66AP (iPhone 6s Plus mit Samsung-SoC)
- N66mAP (iPhone 6s Plus mit TSMC-SoC)

Beim Nachfolger iPhone 7 ist TSMC der einzige Hersteller des SoC Apple A10 Fusion.

### Kamera
Auf der Rückseite befindet sich eine Kamera mit einer Auflösung von 12 Megapixeln. Das Objektiv hat eine Offenblende von ƒ/2,2, die Größe der Pixel ist von 1,5 μm beim iPhone 6 auf 1,22 μm gesunken. Videos nimmt das iPhone 6s erstmals mit bis zu 2160p bei 30 fps auf. Eine weitere Funktion sind die sogenannten „Live Photos“, welche jeweils wenige Sekunden vor und nach dem Moment des Fotos zeigen. Die Kameraauflösung wurde von 8 MP auf 12 MP erhöht.
Auf der Vorderseite befindet sich eine 5 Megapixel FaceTime-HD-Kamera, die Videos mit 720p aufnehmen kann. Wie die Rückkamera kann auch die Frontkamera „Live Photos“ aufnehmen.

### Akku
Der Akku besitzt eine Kapazität von 1.715 mAh und ist damit rund 6 % kleiner als im Vorgänger. Laut Hersteller liegt die Laufzeit durch effizientere Komponenten auf dem Niveau des iPhone 6. Der Akku kann durch den Nutzer nicht gewechselt werden.

## iPhone 6s Plus
Die technischen Spezifikationen des iPhone 6s Plus stimmen mit denen des iPhone 6s weitgehend überein. Die Unterschiede sind:
- Es hat eine größere Bildschirmdiagonale von 5,5″, mit der Full-HD-Auflösung 1920 × 1080 Pixel (entspricht 401 ppi).
- Die Gehäuseabmessungen (H × B × T) betragen 158,2 mm × 77,9 mm × 7,3 mm.
- Die Akkulaufzeit ist länger als beim iPhone 6s. Nach Angaben von Apple beträgt sie bis zu 384 Stunden im Bereitschaftsbetrieb, bis zu 24 Stunden Gesprächsdauer (im 3G-Netz), sowie bis zu zwölf Stunden Internetnutzung (3G, LTE oder WLAN). Der Akku hat eine Kapazität von 2750 mAh bei 3,82 V.
- Die Kamera des iPhone 6s Plus verfügt über eine optische Bildstabilisierung.

## Verfügbarkeit
Zu Beginn der Vorbestellungen am 12. September 2015 war das iPhone 6s mit 16, 64 oder 128 GB zu Preisen von 739, 849 oder 959 € verfügbar. Das waren die gleichen Speichervarianten wie beim Vorgänger iPhone 6, jedoch mit höheren Preisen. Das iPhone 6s Plus kostete jeweils 110 € mehr.
Mit der Veröffentlichung des iPhone 7 am 7. September 2016 wurden die Modelle mit 16 und 64 GB eingestellt. Stattdessen wurde eine Variante mit 32 GB veröffentlicht. Damit kam das iPhone 6s wie das iPhone 7 ab diesem Zeitpunkt mit 32 oder 128 GB. Das iPhone 6s kostete je nach Speicher 649 oder 759 €, das iPhone 6s Plus kostete weiterhin jeweils 110 € mehr.
Mit der Veröffentlichung des iPhone 8 und iPhone X am 12. September 2017 wurden die Preise aller Modelle um 130 € gesenkt.
| Modell         | Speicher | 12. September 2015 | 7. September 2016 | 12. September 2017 |
| -------------- | -------- | ------------------ | ----------------- | ------------------ |
| iPhone 6s      | 16 GB    | 739 € (933 €)      | —                 | —                  |
| iPhone 6s      | 32 GB    | —                  | 649 € (815 €)     | 519 € (642 €)      |
| iPhone 6s      | 64 GB    | 849 € (1.072 €)    | —                 | —                  |
| iPhone 6s      | 128 GB   | 959 € (1.211 €)    | 759 € (953 €)     | 629 € (778 €)      |
| iPhone 6s Plus | 16 GB    | 849 € (1.072 €)    | —                 | —                  |
| iPhone 6s Plus | 32 GB    | —                  | 759 € (953 €)     | 629 € (778 €)      |
| iPhone 6s Plus | 64 GB    | 959 € (1.211 €)    | —                 | —                  |
| iPhone 6s Plus | 128 GB   | 1.069 € (1.349 €)  | 869 € (1.091 €)   | 739 € (914 €)      |